# یواس‌اس اس‌سی-۱۰۱۲
یواس‌اس اس‌سی-۱۰۱۲ (به انگلیسی: USS SC-1012) یک زیردریایی بود که طول آن ۱۱۰ فوت ۱۰ اینچ (۳۳٫۷۸ متر) بود. این زیردریایی در سال ۱۹۴۲ ساخته شد.